# ميرزا رضا قولي شريعة سنجلجي
آية الله محمد حسن ميرزا رضا قولي (1891 - 1944 م)، كان مصلحًا وعالم كلام (لاهوت) وفيلسوفًا وعالمًا إيرانيًّا مسلمًا. كان معارضًا لروح الله الخميني. كان يُعتبر من القرآنيين بين الشيعة الإيرانيين. كان عالمًا دينيًّا، وعلى عكس أغلب علماء الشيعة، دعا إلى الاجتهاد، ورفض التقليد. كان سنجالي واعظًا في مسجد سباهسالار. وأعلن علنًا أن الإسلام عامةً والمذهب الشيعي بحاجة إلى الإصلاح. وبالإضافة إلى ذلك، فقد أكد أن الإسلام ليس ضد الحداثة.

## الحياة والتعليم
وُلد آية الله محمد حسن ميرزا رضا قولي شريعة سنجلاجي عام 1891 في سنجلاج بطهران. كان اسم والده الشيخ حسن سنغالجي (ت. 1931). تلقى تعليمه المبكر من والده.
حصل على تعليمه الإسلامي من العلماء التاليين:
1. الفقه الإسلامي (الفقه) للشيخ عبد النبي نوري
2. الفلسفة (حكمت) للميرزا حسن كرمانشاهي
3. علم الكلام للشيخ علي المتكلم
4. التصوف (العرفان) من ميرزا هاشم الإشكيوري

وفي عام 1917 سافر محمد إلى النجف مع شقيقه محمد السنجلجي، حيث أمضى هناك أربع سنوات. وفي النجف كتب كتابه الأول الذي استقبله بإيجابية آية الله كاظم اليزدي. أطلق يزدي على ميرزا رضا قلي لقب "شريعة". وفي عام 1921، عاد إلى طهران.
تُوفي في كانون الثاني 1944 م عن عمر يناهز 53 عامًا بسبب الحمى النمشية.

## التعاليم والمعتقدات
يذكر كتاب أكسفورد لعلم اللاهوت الإسلامي ما يلي:
"لم تقتصر النزعات الحداثية على العلماء السنّة فحسب؛ ففي إيران، دعا آية الله محمد حسن (رضا قلي) شريعتي سنجلجي (1890 أو 1892 – 1944) إلى الاجتهاد بدلًا من التقليد، وناصر منهجًا عقلانيًّا صارمًا في فهم الإسلام، وحثّ المؤمنين على الرجوع إلى أصول الدين النقيّة من خلال محاربة الخرافات التي شوّهت توحيده الصارم مع مرور الزمن.
وقد أدّى هذا التوجّه إلى صدام عنيف بينه وبين زملائه المحافظين، لا سيّما بسبب تقييمه الذي اعتبر فيه أن بعض المعتقدات التي تُعد تقليديًّا من صلب المذهب الإمامي الشيعي ما هي إلا زيادات ينبغي التخلي عنها. فعلى سبيل المثال، اعتبر فكرة عودة الإمام الثاني عشر قبل يوم القيامة لإقامة العدل على الأرض بأنها إضافة غير مشروعة إلى الإسلام (Richard 1988: 166).
كما أدان الاعتقاد بأن النبي والأئمة أقرب إلى الله من سائر الناس، وبالتالي يمكن طلب شفاعتهم. ورفض أيضاً الفكرة الشائعة التي تقول إن معاناة الحسين وموته كانا بمثابة تضحية كفارية، واعتبرها غير إسلامية (شريعتي سنجلجي، التوحيد، ص 63 فصاعدًا، 140؛ Richard 1988: 167؛ وانظر أيضًا: Nasr 1993، حول الحداثة الشيعية في إيران وغيرها).|
كان لدى شريعة سانجلاج التعاليم والمعتقدات التالية:
1. لقد رفض بشدة عودة الإمام الثاني عشر وكتب كتاب "الإسلام والرجعة" لدحض هذا الاعتقاد الشيعي.
2. لم يكن مؤيدًا للوسطاء واعتبر ذلك شركًا.
3. وكان ضد عبادة القبور، ونقل في كتابه توحيد العبادة - يكتابرستي - أحاديث تحرم البناء على القبور واتخاذها أماكن للعبادة.
4. في حين أن بعض علماء المسلمين كانوا يعتقدون أن الأنبياء مثل عيسى وعيسى والخضر على قيد الحياة، كتب سنجلجي كتابًا بعنوان "محو الموصوف" لدحض هذا الاعتقاد. وأوضح أنه لا يوجد نبي على قيد الحياة، بما في ذلك عيسى عليه السلام.

## الطلاب
كان الحاضرون الرئيسون لمحاضرات سنجلجي وتفسيره للقرآن من الإيرانيين المتعلمين تعليمًا عاليًا، ومن أشهرهم:
- علي أكبر داور [الإنجليزية]
- عبد الله انتظام [الإنجليزية]
- أسد الله مباشري [الإنجليزية]
- مهدي بازركان
- جلال آل أحمد

## الكتب
- مفتاح فهم القرآن[4]
- توحيد العبادة - يكتاباراستي
- الإسلام والرجات

## الحواشي
1. ↑  (بالفارسية: شریات سنگلجی;)، والمعروف باسم شريعة سنجلاجي (يُكب أيضًا باسم شريعة سنگلجی)